# Phitiwat Sukjitthammakul
Phitiwat Sukjitthammakul (thailändisch พิธิวัต สุขจิตธรรมกุล, * 1. Februar 1995 in Rayong) ist ein thailändischer Fußballspieler.

## Karriere

### Verein
Phitiwat Sukjitthammakul erlernte das Fußballspielen in der Schulmannschaft der JMG Academy in Bangkok sowie in der Jugendmannschaft des Erstligisten Muangthong United, wo er 2013 auch seinen ersten Profivertrag unterschrieb. Für Muangthong spielte er bis 2015 vier Mal. 2016 wechselte er zum Ligakonkurrenten BEC Tero Sasana FC. Nach nur einer Saison bei BEC und 25 Spielen wechselte er 2017 zu Chiangrai United, einem Verein der Thai League im Norden des Landes. 2017 und 2018 gewann der mit Chiangrai den Thai FA Cup. Den Thai League Cup gewann er 2018. 2019 feierte er mit Chiangrai die thailändische Meisterschaft. Die Spiele um den Thailand Champions Cup gewann er 2018 und 2020. Im April 2021 stand er mit Chiangrai im Endspiel des FA Cup. Das Endspiel gegen den Chonburi FC gewann man im Elfmeterschießen. Am 1. September 2021 spielte er mit Chiangrai um den Thailand Champions Cup. Das Spiel gegen den thailändischen Meister BG Pathum United FC im 700th Anniversary Stadium in Chiangmai verlor man mit 0:1. Nach fünf Jahren verließ er im Juli 2022 den Verein und schloss sich dem Ligakonkurrenten BG Pathum United FC an. Am 6. August 2022 gewann er mit BG den Thailand Champions Cup. Das Spiel gegen Buriram United im 80th Birthday Stadium in Nakhon Ratchasima gewann man mit 3:2. Am 20. Mai 2023 stand BG im Endspiel des Ligapokals. Das Finale wurde gegen Buriram United mit 2:0 verloren. Am 16. Juni 2024 stand er mit BG wieder im Finale des Ligapokals. Hier gewann man durch ein Tor von Teerasil Dangda gegen Muangthong United mit 1:0. Nach insgesamt 48 Ligaspielen wurde sein Vertrag im Sommer 2024 nicht verlängert. Im Juni 2024 wurde er vom amtierenden Meister Buriram United unter Vertrag genommen. Am Ende der Saison 2024/25 feierte er mit Buriram die Meisterschaft. Im Mai 2025 gewann er mit Buriram die ASEAN Club Championship. Hier konnte man sich gegen den vietnamesischen Vertreter Công An Hà Nội FC in zwei Endspielen durchsetzen. Am 24. Mai 2025 stand er mit Buriram im Finale des FA Cups, das man mit 3:2 gegen den Erstligisten Muangthong United gewann. Eine Woche später stand er mit dem Verein im Finale des Thai League Cup. Hier schlug man im BG Stadium den Erstligisten Lamphun Warriors FC mit 2:0.

### Nationalmannschaft
Von 2013 bis 2014 spielte Phitiwat Sukjitthammakul 12-mal in der thailändischen U19-Nationalmannschaft. 15-mal trug er das Trikot der U23-Nationalmannschaft. Seit 2019 spielt er in der thailändischen Nationalmannschaft.

## Erfolge

### Verein
Chiangrai United
- Thailändischer Meister: 2019
- Thailändischer Pokalsieger: 2017, 2018, 2020/21
- Thailändischer Ligapokalsieger: 2018
- Thailändischer Supercup-Sieger: 2018, 2020

BG Pathum United FC
- Thailändischer Supercup-Sieger: 2022
- Thailändischer Ligapokalsieger: 2023/24
- Thailändischer Ligapokalfinalist: 2022/23

Buriram United
- Thailändischer Meister: 2024/25
- ASEAN Club Championship-Sieger: 2024/25
- Thailändischer Pokalsieger: 2024/25
- Thailändischer Ligapokalsieger: 2024/25

### Nationalmannschaft
Thailand U23
SEA Games: 2017
Dubai Cup: 2017
Thailand
Südostasienmeisterschaft: 2021

## Auszeichnungen
Thai League
- Spieler des Jahres: 2019
- Spieler des Monats Oktober: 2019